# Hugues d'Ibelin (mort en 1170)
Pour les articles homonymes, voir Hugues d'Ibelin.
 (novembre 2023).
Si vous disposez d'ouvrages ou d'articles de référence ou si vous connaissez des sites web de qualité traitant du thème abordé ici, merci de compléter l'article en donnant les références utiles à sa vérifiabilité et en les liant à la section « Notes et références ».
Hugues d'Ibelin, mort en 1170, est un noble du royaume de Jérusalem.
Il est  fils aîné de Balian d'Ibelin et d'Helvis de Rama. Après la mort de son père, Echive de Rama se remaria avec Manasses, connétable du royaume, un des principaux partisans de la reine Mélisende dans sa lutte de pouvoir contre son fils Baudouin III. Manasses fut exilé en 1152 quand Baudouin sortit victorieux de cette lutte, permettant à Hugues d'hériter de sa mère de la seigneurie de Rama. Hugues prit part au siège d'Ascalon en 1153, et fut capturé en 1157 durant la bataille de Banias, et fut probablement libéré l'année suivante. En 1159, il se rendit dans la Principauté d'Antioche et rencontra l'empereur byzantin Manuel Ier Comnène, qui venait faire valoir sa suzeraineté sur la principauté.
En 1163, il épousa Agnès de Courtenay, Comtesse de Jaffa (1133 † 1184), épouse séparée d'Amaury Ier, roi de Jérusalem, mère du roi Baudouin IV le lépreux et fille de Josselin II, comtes d'Édesse et de Béatrice.
Hugues participa avec Amaury Ier à l'expédition d'Égypte et fut responsable de la construction d'un pont sur le Nil. Les croisés étaient alliés avec le vizir Shawar contre Shirkuh, le général de Nur ad-Din qui se battait également pour le contrôle de l'Égypte ; et Hugues fut envoyé avec Kamil, le fils du sultan, pour défendre Le Caire. Il fut ainsi le premier croisé à voir le palais du sultan. au siège de Bilbeis, toujours pendant la campagne d'Égypte, selon la tradition de la famille Ibelin, il fut sauvé par Philippe de Milly après s'être cassé une jambe et tombé de son cheval. 
Hugues mourut vers 1170 durant un pèlerinage à Saint-Jacques-de-Compostelle. Ses terres d'Ibelin et de Rama passèrent alors à son frère Baudouin.